# Musée national d’Art moderne
A Musée national d'Art moderne a párizsi Georges Pompidou Központ része. A központ tevékenységeinek ez a része két emeletet foglal magában, összesen 14 000 m2-es területtel, és körülbelül 110 000 műalkotásból álló gyűjteménnyel rendelkezik, amelynek csak töredéke állítható ki egyszerre.
A múzeum 1947-ben nyílt meg a Palais de Tokyo. Művészek és magángyűjtők adományaival indult. A gyűjtemény azóta folyamatosan bővült, mind adományok, mind saját beszerzések révén. 1977-ben költözött a Centre Pompidou-ba. Starck, Nouvel és Perrault felelősek az építészetért és a tervezésért.
A gyűjtemény a második legnagyobb a világon, a Modern Művészeti Múzeum után. A kiállítás általában kétévente megújul. Időszaki kiállításokat is rendeznek.